# 华龙街道
华龙街道，是中华人民共和国四川省广安市华蓥市下辖的一个乡镇级行政单位。

## 行政区划
华龙街道下辖以下地区：
沙坝村、佘家井村、碑山村、廨院村、上坝桥村、柏木山村、东方村、石堰墙村和射红庙村。